# جو إينمان
جو إينمان (بالإنجليزية: Joe Inman)‏ هو لاعب غولف أمريكي، ولد في 29 نوفمبر 1947 في إنديانابوليس في الولايات المتحدة.

## وصلات خارجية
- جو إينمان على موقع رابطة لاعبي الغولف المحترفين (الإنجليزية)